# Milan Čuda
Milan Čuda (* 22. září 1939, Praha) je český volejbalový hráč, reprezentant Československa. Člen stříbrného týmu na olympijských hrách v Tokiu roku 1964.